# ブライアン・マックファーデン
ブライアン・マックファーデン（Brian McFadden、本名：ブライアン・ニコラス・マックファーデン、Brian Nicholas McFadden、1980年4月12日 - ）は、アイルランドの歌手。アイルランド・ダブリン出身。

## 来歴

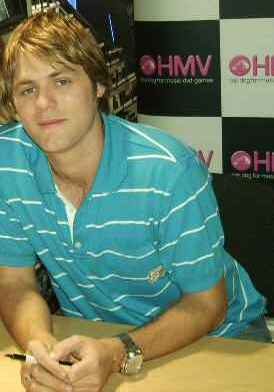
HMVでのサイン会

人気ボーイズグループ、ウエストライフのメンバーとしてデビュー。
2002年1月5日、アトミック・キトゥンの元メンバー、ケリー・カトーナと結婚。2人の子供をもうける。
2004年3月9日にウエストライフを脱退。（ウエストライフ時代では名前をBryanと名乗っていたがソロになって本名のBrianを名乗るようになった。）。理由の1つとして、家族との時間がほしいとのことだった。しかし2004年9月に離婚。
ブライアンは離婚をすると間もなく、ソロシンガーとして活動を始める。"Sony BMG UK & Ireland"と契約を結ぶと、2004年9月にはシングル「リアル・トゥ・ミー」をリリース。UKチャート1位を記録した。同年11月にセカンド・シングル『Irish Son』をリリース。UKチャート6位を記録。
サード・シングルはオーストラリア人歌手、女優のデルタ・グッドレムとのデュエット『Almost Here』をリリース。UKチャート3位、オーストラリアのARIAチャートで1位を記録した。4番目のシングルは『Demons』を2005年5月にリリースをするものの、UKチャート28位に終わった。そして、アルバム『Irish Son』はUKチャート28位に終わる。
その後、デルタ・グッドレムと交際、2007年12月3日に婚約を発表。デルタのアルバム『Mistaken Identity』ではブライアンが数曲、コラボレーションしている。ブライアン、デルタ共にレコーディングに忙しく、ダブリンからシドニーを行ったり来たりの生活を送っていたが、2010年に破局。
リアン・ライムスとも『Everybody's Someone』でデュエットし、彼女のアルバム『Whatever We Wanna』に収録されている。この曲は2006年9月25日にリリースされ、UKチャート48位に終わっている。
作詞活動も積極的に行っており、イル・ディーヴォ、ガールズ・アラウドに作詞を提供。また、"Sony BMG UK & Ireland"とは解約しており、自身のレーベル、"BMF"を設立した。
2007年4月20日にはシングル、"Like Only A Woman Can"が母国アイルランドでリリースされ、チャート1位をマークした。
2008年4月19日に2006年から2008年にかけて制作に励んだセカンド・アルバム『セット・イン・ストーン』がUK,ヨーロッパ、ニュージーランド、オーストラリアで発売。"Like Only A Woman Can"（アイルランド1位）、"Twisted"（オーストラリア29位）、"Everything But You"（オーストラリア99位）がシングルとして発売された。
2008年と2009年のサッカー選手発掘番組「フットボール・スーパースター」の司会を担当。
2010年4月にアメリカのロック歌手、ケヴィン・ルドルフとのフィーチャリング曲、"Just Say So"をリリースし、オーストラリアチャートで1位を獲得。アルバム『ウォール・オブ・サウンズ』は同国アルバムチャートで27位にとどまった。
2010年よりオーストラリアのオーディション番組『オーストラリアンズ・ゴット・タレント』の審査員を務める。
2019年、『ダンシング・オン・アイス』に出場。
現在はソロの他にも、ボーイゾーンのキース・ダフィーと「ボーイズライフ (Boyzlife)」を結成。2020年にアルバム『ストリングス・アタッチド』を発表。

## 人物・エピソード
ブライアンはダブリンにヴォーカル・ラブ（Vocal Lab）というスタジオをつくる。これはデモをつくりたい次世代のシンガー達のためのスタジオである。
2022年、外出中に蜂に刺されたことによって顔が腫れ上がり、その写真をSNSに投稿すると話題を集めた、ブライアンは自身の顔について「無料のボトックスとフィルターだよ」と冗談めかしたコメントを添えている。

## ディスコグラフィ

### アルバム
- 『アイリッシュ・サン』 Irish Son (2004年) - UKチャート28位
- Set In Stone（2008年）オーストラリアチャート5位
- Wall of Soundz (2010年)
- The Irish Connection (2013年)
- Otis (2019年)

#### ボーイズライフ
- Strings Attached (2020年)
- Old School (2022年)

### シングル
- "Real To Me" UKチャート1位
- "Irish Son" UKチャート6位
- "Almost Here" UKチャート3位、オーストラリアチャート1位
- "Demons" UKチャート28位
- "Everybody's Someone" UKチャート48位
- "Like Only A Woman Can"　アイルランドチャート1位
- "Twisted"　オーストラリアチャート29位
- "Everything But You" オーストラリアチャート99位
- "Just Say So" オーストラリアチャート1位
- "Chemical Rush" オーストラリアチャート12位
- "Mistakes" オーストラリアチャート41位
- Just the Way You Are (Drunk at the Bar)" オーストラリアチャート49位
- "Come Party" / "That's How Life Goes"
- "Wrap My Arms"
- "Invisible" アイルランドチャート33位
- "All I Want Is You"
- "Time to Save Our Love"
- "Call on Me Brother"
- "Otis Singles: Direct Me / Angel"
『Otis』からの先行2曲入りシングル。
- "Cigarettes and Coffee"